# Corticaria relicta
Corticaria relicta es una especie de coleóptero de la familia Latridiidae.

## Distribución geográfica
Habita en Nepal.